# 劳尔·阿方辛
劳尔·里卡多·阿方辛（西班牙語：Raúl Ricardo Alfonsín，西班牙語發音：[raˈul alfons'in] ⓘ；1927年3月13日—2009年3月31日）是阿根廷的律師和政治家，1983年12月10日至1989年7月8日擔任阿根廷總統。

## 生平
出生於布宜諾斯艾利斯省查斯科穆斯，在國立拉普拉塔大學修習法律，並畢業於布宜諾斯艾利斯大學。他與激进公民联盟（UCR）有聯繫，在黨分裂後加入里卡多·巴爾賓的派別。
他在阿圖羅·弗龍迪齊擔任總統期間於1958年當選為布宜諾斯艾利斯省立法機構的副主席，以及在阿圖羅·翁貝托·伊利亞擔任總統期間擔任國家副主席。他反對骯髒戰爭的雙方，並多次提交人身保護令狀，在國家重組進程期間為強迫失踪的受害者爭取自由。他譴責其他國家軍事獨裁的罪行，並反對福克蘭群島戰爭中雙方的行動。他在巴爾賓去世後成為UCR的領導者，並在1983年的選舉中以該黨總統候選人的身分當選，成為阿根廷自1930年以來首位文人總統。

## 總統任期
當他成為總統時，他向議會提交了一項議案，撤銷了軍隊建立的自赦法。他設立了全國人員失踪委員會，調查軍方犯下的罪行，這導致軍政府的審判，並導致前政權首腦的判刑。軍隊內部的不滿導致了涂面人的叛亂，阿方辛安撫他們予完全停止法和正當服從法。他也與由反對派的裴隆主義正義黨所控制的工會發生衝突。他解決了比格衝突，增加了與巴西的貿易。
他通過了阿根廷的第一個離婚法，這導致和天主教會關係緊張。
他發起了改善國民經濟的奧斯戳計劃，但該計劃以及春季計劃均告失敗。所造成的惡性通貨膨脹和騷亂導致了他的激进公民联盟黨在1989年提前舉行的總統選舉中的失敗，這次選舉是由裴隆主義者正義黨的卡洛斯·梅内姆贏得，7月8日，他把總統權力和平移交予梅内姆，為阿根廷的首次和平政黨輪替。

## 卸任後
他繼續擔任激进公民联盟的領導人，並反對總統卡洛斯·梅內姆的經濟政策。他發起了“奧利沃斯與梅內姆公約”，以便就1994年阿根廷憲法修正案的條款和梅內姆進行談判。费尔南多·德拉鲁阿率領反對該條約的UCR派別，並於1999年成為總統。德拉魯阿在2001年12月暴動期間辭職，阿方辛的派系提供了裴隆主義者正義黨的愛德華多·杜阿爾德被任命為總統的國會支持。

## 去世
阿方辛於2009年3月31日死於肺癌，享年82歲，死後得以享受國葬禮遇。